# Antonio Bruni
Antonio Bruni (15 de diciembre de 1593, Manduria-23 de septiembre de 1635, Roma), poeta italiano.

## Biografía
Antonio Bruni era natural de Manduria, en la Tierra de Otranto, y originario de la ciudad de Asti en Piamonte. Sirvió al duque de Urbino Francisco María II della Rovere, morò en Nápoles perteneciendo a la academia de los Ociosos y fue estimado por Giambattista Marino. Antonio Bruni fue en su juventud amigo e imitador de Marino. Habiéndose enemistado con él, convirtióse en el más enconado de sus adversarios. Entre sus obras cuentan: Epistole eroiche, libri II, Milán, 1626; Selva di Parnaso, Venecia, 1615; Le Tre Grazie, Roma, 1630; Le veneri, Roma, 1633. Antonio Bruni murió à 23 de Septiembre de 1635 quando acabava un Poema intitulado Metamorphosis.

## Obras
- Antonio Bruni (1615). Selva di Parnaso. Venice: appresso i Dei.
- Antonio Bruni (1625). Ghirlandaia. Roma: appresso l’Erede di Bartolomeo Zannetti.
- Antonio Bruni (1626). Epistole heroiche. Milán.
- Antonio Bruni (1630). Le tre Gratie. Roma: ad instanza di Ottavio Ingrilani.
- Le Veneri, cioè la Celeste e la Terrestre, poesie; Il Pomo d’oro, proposte e risposte. Roma 1633 y 1634.